# Palais du Conseil souverain d'Alsace
Le palais du Conseil souverain d'Alsace est un monument historique situé à Colmar, dans le département français du Haut-Rhin.

## Localisation
L'édifice est situé au 56 Grand-Rue à Colmar. Une autre entrée se trouve rue des Augustins.

## Historique
À partir de 1459, ce bâtiment sert d'hôtel de ville.
Le Conseil souverain, cour supérieure de justice et parlement provincial, plus haute juridiction de l'Alsace mise en place par Louis XIV après son rattachement à la France en 1648, siège tour à tour à Ensisheim en 1658, Vieux-Brisach en 1674, Neuf-Brisach en 1681 puis Colmar au 1er mai 1698.
L'édifice actuel a été construit entre 1764 et 1771.
Il a été jusqu'au début du XXe siècle le siège de la cour d'appel de Colmar et accueille actuellement le tribunal de grande instance.
L'ancien palais, à l'exception des parties classées, fait l'objet d'une inscription au titre des monuments historiques depuis le 16 octobre 1930.
Les façades et toitures du palais ainsi que les deux chapelles médiévales font l'objet d'un classement au titre des monuments historiques depuis le 20 novembre 1998.

## Architecture
Les architectes se nommaient Chassain et de Rungs,.
Le bâtiment a été construit en grès rose et briques crépissées. Il présente un perron de quatre degrés, un rez-de-chaussée et un étage-carré. Presque toutes les fenêtres sont en segment d'arc.
Le corps central présente un fronton triangulaire avec emblème royal, il est surmonté d'une allégorie de la Justice (réplique de 1970, l'original de 1585 signé Nicolas Börlin de Rorschach).
Les deux chapelles voûtées superposées sont des vestiges du couvent des Augustins, en grande partie remplacé par la maison d'arrêt.
Le pignon sur la façade du corps arrière de 1532, vestige du Wagkeller, est rythmé par des bandeaux et des pilastres, deux triplets à arcs en accolade et des médaillons à buste.